# Tunnel routier du Fréjus
Pour les articles homonymes, voir Fréjus (homonymie).
Ne doit pas être confondu avec Tunnel ferroviaire du Fréjus.
Le tunnel routier du Fréjus est un tunnel transfrontalier alpin, percé sous la pointe du Fréjus, reliant Modane (Savoie, en France) et Bardonnèche (Piémont, en Italie).
Mis en service en 1980, il est au 1er janvier 2022 le onzième plus long tunnel routier au monde.

## Histoire

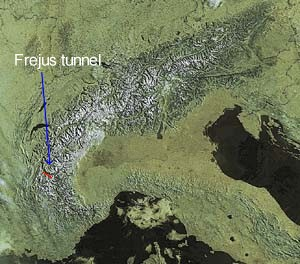
Situation du tunnel dans les Alpes.

### Construction du premier tube
Long de 12 895 mètres, le tunnel du Fréjus est mis en service 12 juillet 1980 et a entraîné la disparition des navettes de transport d'automobiles par le tunnel ferroviaire du Fréjus. Les travaux de percement du tunnel débutent en octobre 1974 et se terminent en juillet 1979. Il coûta à l'époque de sa construction environ deux milliards de francs français soit, en tenant compte de l'évolution de l'indice des travaux publics (TP01), environ 5,2 milliards de francs (valeur 2002), équivalant à 800 millions d'euros (valeur 2002) et 1 230 millions d'euros (valeur 2012).
Le tunnel traverse la frontière entre l’Italie et la France. La construction et la gestion du tunnel ont été attribués en 1974 à la Société française du tunnel routier du Fréjus (SFTRF), pour la partie française, et à la société italienne Società Italiana per il Traforo Autostradale del Frejus (SITAF), pour la partie italienne ; chacune étant responsable du tronçon dans son espace national. Ce sont les cabinets d'ingénierie SETEC TPI, pour la France, et Fiat Engineering pour l'Italie, qui ont conduit les études et la direction des travaux.
À la suite de l'accident du tunnel du Mont-Blanc de 1999, la sécurité a été notablement renforcée au début des années 2000. Cependant, le 4 juin 2005, un incendie a tué deux camionneurs slovaques, entraînant la fermeture de l'ouvrage pour deux mois. Il fut rouvert à la circulation le 4 août 2005.

### Raccordement autoroutier
Le tunnel est relié côté français à l'autoroute A43 dont les travaux de prolongement en Maurienne ont débuté en 1993 et le premier tronçon ouvert en 1996 et côté italien à l'autoroute A32 dont le premier tronçon a été ouvert en 1983 entre Savoulx et l'entrée du tunnel.
Dans le cadre de la tenue des Jeux olympiques d'hiver de 2006 à Turin, de nombreux sites de compétition se trouvent dans le val de Suse, notamment Bardonnèche à la sortie du tunnel qui accueille une partie du village olympique et les épreuves de snowboard. Ainsi, les voies d'accès au tunnel sont complétées avec l'ajout d'une seconde voie de circulation dans le sens descendant, transformant intégralement l'autoroute A32 en 2x2 voies.

### Construction du second tube

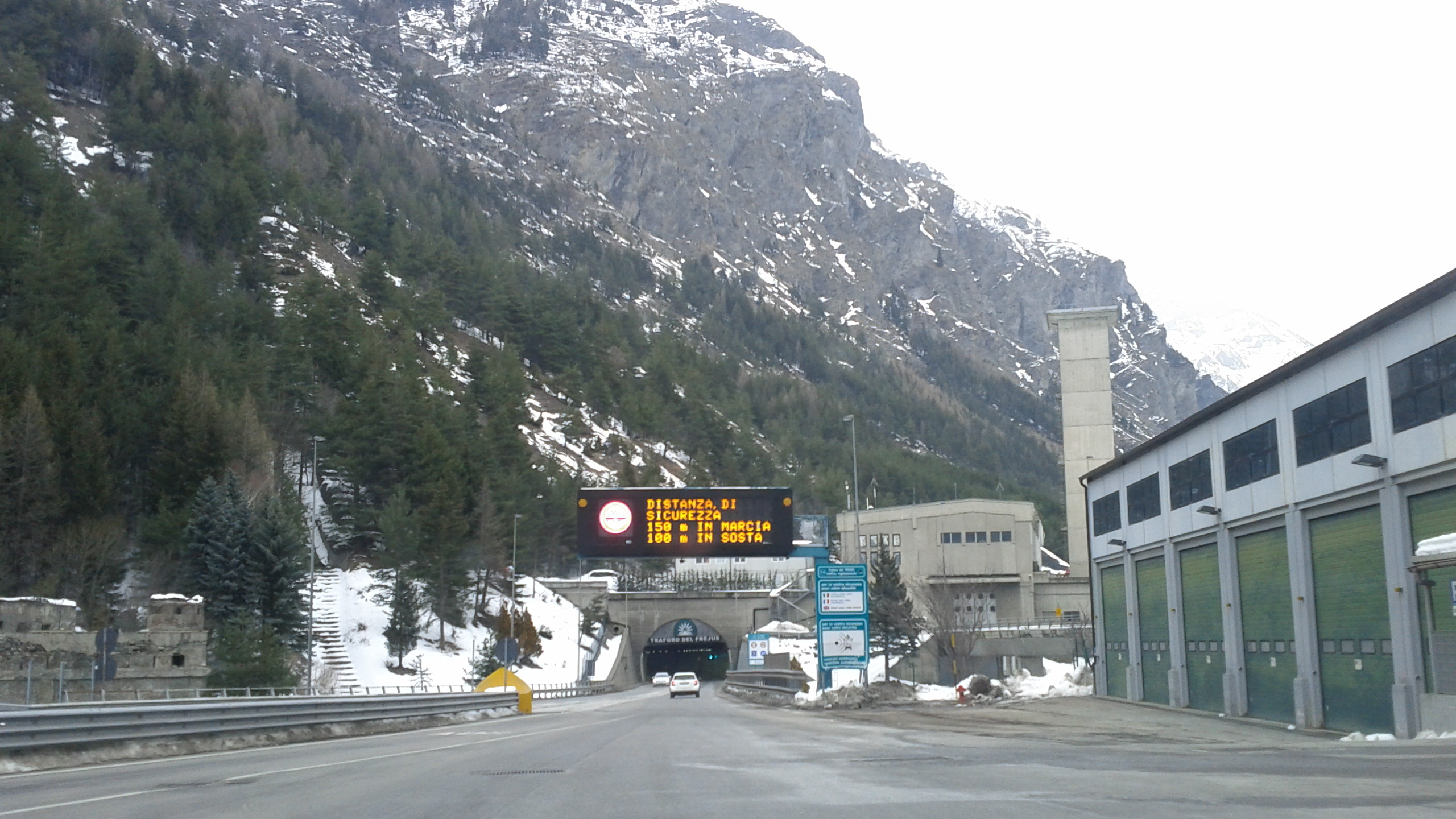
Entrée du tunnel en Italie.

En 2007, il est décidé la réalisation d'une galerie de secours large de huit mètres, parallèle au tube actuel. Cette largeur permet une future ouverture à la circulation de cette galerie. Ce second tube, de 12,875 kilomètres de long et 8 mètres de large, améliorera la sécurité en séparant les flux de véhicules et deviendra, sur une seule voie, le sens de circulation Italie vers France à sa mise en service. Les travaux de percement ont été achevés en novembre 2014 et depuis les travaux d'équipement et test sont en cours. Le montant total du projet s'élèverait à 670 millions d'euros.
L'actuel tunnel de 1980 deviendra alors le sens France vers Italie et comportera une seule voie de circulation et une bande d'arrêt d'urgence. La mise en service du second tube était initialement planifiée pour 2021 puis repoussée à l'automne 2023. Finalement prévue pour juin 2024, un nouveau report est annoncé en raison de la fermeture du tunnel du Mont-Blanc au 4e trimestre 2024 ainsi qu’aux difficultés rencontrées avec le système de supervision du double ouvrage. Son inauguration a lieu le 28 juillet 2025 à Bardonèche en présence des ministres des Transports français et italien, soit plus de onze ans après la fin des travaux de percement initiaux.
Parallèlement au doublement du tube, mais sans lien direct avec le chantier, le viaduc du Charmaix sur la rampe d'accès côté français fait l'objet d'une reconstruction entre 2016 et 2023. L'intégralité du franchissement autoroutier entre la France et l'Italie par la Maurienne, le tunnel du Fréjus et le val de Suse se fait au moins à 2X2 voies, à l'exception du tunnel d'Orelle et de la rampe d'accès au tunnel en France qui sont à 1x1 voie.

## Fréquentation
| Année | Véhicules légers | Véhicules légers | Poids lourds  | Poids lourds | Transports en commun | Transports en commun | Tous véhicules | Tous véhicules |
| Année | Fréquentation    | Variation        | Fréquentation | Variation    | Fréquentation        | Variation            | Fréquentation  | Variation      |
| 2004  | 842 080          | -0,54 %          | 1 130 960     | -7,61 %      | 20 960               | -7,14 %              | 1 994 006      | -4,75 %        |
| 2005  | 647 340          | -23,13 %         | 784 720       | -30,63 %     | 16 940               | -19,2 %              | 1 448 799      | -27,34 %       |
| 2006  | 849 590          | +31,24 %         | 844 220       | +7,6 %       | 20 070               | +18,5 %              | 1 713 886      | +18,30 %       |
| 2007  | 877 170          | +3,25 %          | 876 360       | +3,81 %      | 19 520               | -2,76 %              | 1 773 043      | +3,45 %        |
| 2008  | 865 330          | -1,35 %          | 823 610       | -6,02 %      | 19 340               | -0,93 %              | 1 708 277      | -3,65 %        |
| 2009  | 846 635          | -2,22 %          | 683 520       | -17,01 %     | 17 960               | -7,13 %              | 1 545 610      | -9,41 %        |
| 2010  | 893 915          | +5,65 %          | 731 620       | +8,45 %      | 19 475               | +8,45 %              | 1 645 005      | +6,29 %        |
| 2011  | 886 950          | -0,78 %          | 734 670       | +0,42 %      | 18 508               | -4,96 %              | 1 640 131      | -0,30 %        |
| 2012  | 853 285          | -3,80 %          | 677 876       | -7,73 %      | 19 012               | +2,72 %              | 1 550 173      | -5,48 %        |
| 2013  | 878 108          | +2,91 %          | 662 995       | -2,20 %      | 21 403               | +12,58 %             | 1 562 506      | +0,80 %        |
| 2014  | 898 376          | +2,31 %          | 666 524       | ̝0,53 %       | 21 686               | +1,32 %              | 1 586 586      | +1,54 %        |
| 2015  | 1 026 404        | +14,3 %          | 676 956       | +1.6 %       | 23 444               | +8,1 %               | 1 726 804      | +8,8 %         |
| 2016  | 1 042 495        | +1,6 %           | 706 439       | +4,4 %       | 26 792               | +14,3 %              | 1 775 726      | +2,8 %         |
| 2017  | 1 015 745        | -2,6 %           | 740 594       | ̝+4,8 %       | 24 444               | -8,8 %               | 1 780 783      | +0.3 %         |
| 2018  | 1 020 347        | +0,5 %           | 786 285       | ̝+6,2 %       | 24 319               | -0,5 %               | 1 830 951      | +2,8 %         |
| 2019  | 1 011 527        | -0,9 %           | 771 706       | ̝-1,9 %       | 26 591               | +9,3 %               | 1 809 824      | -1,2 %         |
| 2020  | 550 686          | -45,6 %          | 710 778       | ̝-7,9 %       | 10 627               | -60,0 %              | 1 272 091      | -29,7 %        |
| 2021  | 727 222          | +40,2 %          | 830 665       | ̝+16,9 %      | 14 028               | +32,0 %              | 1 571 915      | +27,1 %        |
| 2022  | 1 094 072        | +41,7 %          | 904 130       | ̝+8,8 %       | 23 442               | +67,1 %              | 2 021 644      | +25,0 %        |
| 2023  | 1 177 171        | +7,60 %          | 923 116       | +2,10 %      | 27 889               | +18,97 %             | 2 128 176      | +5,27 %        |
| 2024  | 1 269 717        | +7,86 %          | 1 106 603     | +19,9 %      | 33 927               | +21,7 %              | 2 410 247      | +13,3 %        |

## Gestion et exploitation
Le tunnel est exploité conjointement par la SFTRF et la SITAF. Conformément à l’article 5 de la directive européenne 2004/54/CE du 29 avril 2004, relative aux exigences de sécurité minimales applicables aux tunnels des réseaux routiers transeuropéens, un GEIE « Groupement d'exploitation du Fréjus », a officiellement été constitué le 1er mai 2007, pour assurer l'exploitation, la maintenance et la conservation du tunnel. Cela permet d'avoir une seule organisation autonome chargée de la sécurité.
Pierre Dumas, initiateur du projet en 1962, présida la SFTRF de 1962 à 1989.
Alors que du côté italien, l'État ne prend pas part directement au financement des ouvrages publics mais en laisse le soin à ses sociétés d'État à statut privé, côté français, c'est le contraire.
Bien qu'absent dans le capital de la SFTRF lors de sa création en 1962, l’État français, par l’intermédiaire d’Autoroutes de France (ADF), en a acquis 49 % en 1992, puis en a pris le contrôle en 1998, à hauteur de 84 % à l’occasion d’une recapitalisation rendue indispensable par la situation financière catastrophique de la société due au financement de l’autoroute de la Maurienne.

## Laboratoire de recherche
Au milieu du tunnel, est implanté du côté français et depuis 1982, le LSM-LPSC du CNRS, de l'UGA et du CEA qui permet de réaliser, à l'abri du rayonnement cosmique parasite, des mesures de très basse radioactivité pour la recherche scientifique ou l'industrie. Le laboratoire accueille également des expériences recherchant des preuves de l'existence de la matière noire (expériences EDELWEISS) ou des propriétés spécifiques de particules élémentaires comme le neutrino (expériences NEMO).

### Trafics annuels
1. ↑  « Trafic 2004 tunnel du Fréjus », SFTRF, consulté le 21 janvier 2013
2. ↑  « Trafic 2005 tunnel du Fréjus », SFTRF, consulté le 21 janvier 2013
3. ↑  « Trafic 2006 tunnel du Fréjus », SFTRF, consulté le 21 janvier 2013
4. ↑  « Trafic 2007 tunnel du Fréjus », SFTRF, consulté le 21 janvier 2013
5. ↑  « Trafic 2008 tunnel du Fréjus », SFTRF, consulté le 21 janvier 2013
6. ↑  « Trafic 2009 tunnel du Fréjus », SFTRF, consulté le 21 janvier 2013
7. ↑  « Trafic 2010 tunnel du Fréjus », SFTRF, consulté le 21 janvier 2013
8. ↑  « Trafic 2011 tunnel du Fréjus », SFTRF, consulté le 21 janvier 2013
9. ↑  « Trafic 2012 tunnel du Fréjus », SFTRF, consulté le 15 novembre 2014
10. ↑  « Trafic 2013 tunnel du Fréjus », SFTRF, consulté le 15 novembre 2014
11. ↑  « Trafic 2014 tunnel du Fréjus », SFTRF, consulté le 29 novembre 2014
12. 1 2 3  « Trafic 2006-2017 tunnel du Fréjus », SFTRF, consulté le 5 novembre 2018
13. 1 2  « Trafic 2010-2019 tunnel du Fréjus », SFTRF, consulté le 20 décembre 2020